# Conchyliodes distelitis
Conchyliodes distelitis är en fjärilsart som beskrevs av Louis Beethoven Prout 1930. Conchyliodes distelitis ingår i släktet Conchyliodes och familjen mätare. Inga underarter finns listade i Catalogue of Life.